# I. Amadé spanyol király
I. Amadé, született Savoyai Amadé Ferdinánd (olaszul: Amedeo Ferdinando Maria di Savoia), (Torino, Szárd Királyság, 1845. május 30. – Torino, Olasz Királyság, 1890. január 18.), a Savoyai-házból származó szárd–piemonti királyi herceg, Aosta 1. hercege, 1870. november 16. és 1873. február 11. között Spanyolország királya.

## Származása, családi háttere

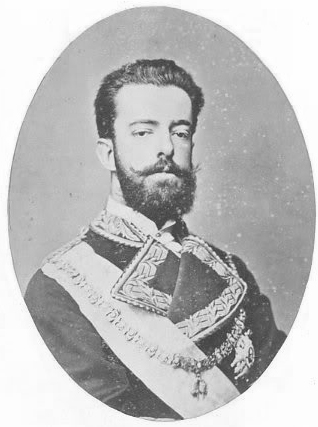
I. (Savoyai) Amadé spanyol király

1845. május 30-án jött világra Torinóban, a Szárd–Piemonti Királyság fővárosában, a királyi palotában, a Savoyai-ház cariganói ágának sarjaként, II. Viktor Emmánuel szárd–piemonti (1860-tól olasz) király és első hitvese, Ausztriai Adelheid Franciska főhercegnő harmadik gyermekeként és második fiaként. A szülők, akik egyben elsőfokú unokatestvérek is voltak, 1842. április 12-én keltek egybe.
Apai nagyszülei: Károly Albert szárd–piemonti király és Habsburg–Toscanai Mária Terézia Franciska főhercegnő (1801–1855).
Anyai nagyszülei: Habsburg–Lotaringiai Rainer József főherceg, a Lombard–Velencei Királyság alkirálya és Savoyai Mária Erzsébet carignanói hercegnő.
Amadénak hét édestestvére született:
- Ludovika Teréza Mária Klotild (1843. március 2. – 1911. június 25.), aki 1859. január 30-án nőül ment Bonaparte Napóleon József Károly császári herceghez, Montfort 3. hercegéhez, Jérôme Bonaparte fiához. Házasságukból három gyermek született, Napóleon Viktor, Lajos Napóleon és Mária Letícia (később Amadé második neje).
- Umbertó Károly (1844. március 14. – 1900. július 29.), Olaszország trónörököse, 1878. január 9-től I. Umbertó néven olasz király. 1868. április 21-én feleségül vette a 16 éves Savoyai Margit carignanói hercegnőt, egyetlen gyermekük született, a későbbi III. Viktor Emánuel olasz király.
- Ottó Jenő Mária (Oddone Eugenio) (1846. július 11. – 1866. január 22.), Monferrato hercege, testi fogyatékosan született, nem nősült meg, fiatalon meghalt.
- Mária Pia hercegnő (1847. február 14. – 1911. július 5.), aki 1862-ben I. (Braganza) Lajos portugál királyhoz ment feleségül, két fiuk született, Károly és Alfonz.
- Carlo Alberto (1851-1854), Chablais hercege, kisgyermekként meghalt.
- Vittorio Emanuele (*/†1852), Savoya hercege, születésekor meghalt.
- Vittorio Emanuele (*/†1855), Genova grófja, kisgyermekként meghalt.

Miután Amadé herceg édesanyja 1855. január 20-án, mindössze 32 esztendősen, gyermekágyi láz következtében elhunyt, özvegy apja ismét megházasodott 1869. október 18-án, ezúttal rangon alul. Második felesége az a Maria Rosa Teresa Aloisia Vercellana lett, aki előtte 22 évig volt a király szeretője. Kapcsolatukból két gyermek jött világra, Viktória 1848. december 2-án, és Emmánuel Albert 1851. március 16-án. Amadé édesapja 1878. január 9-én hunyt el. (Viktória háromszor is férjhez ment, s gyermekei születtek, Emmánuel pedig ugyancsak megházasodott, s örökösei születtek.)

## Első házassága

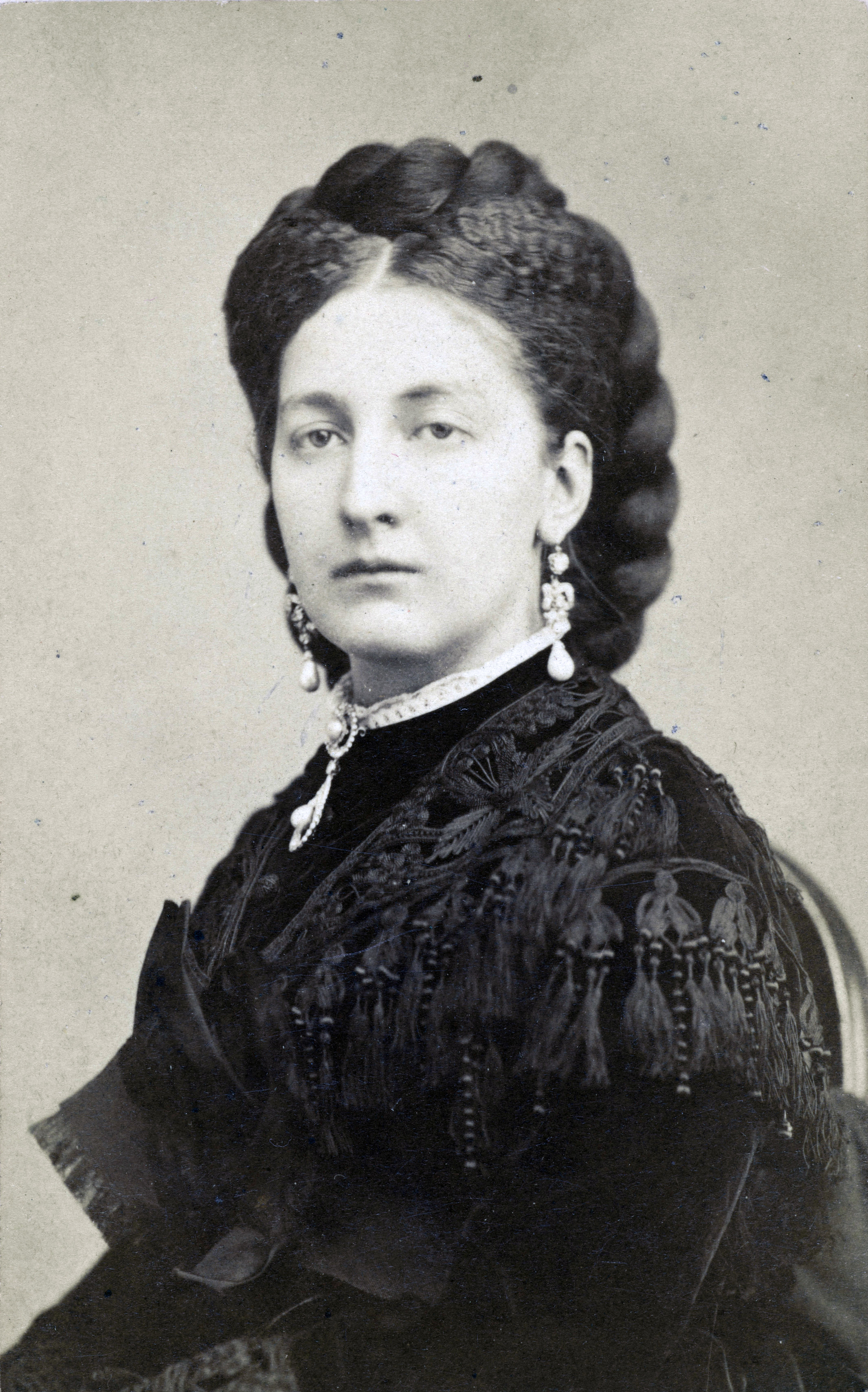
Maria Vittoria dal Pozzo dalla Cisterna hercegnő

Amadé kétszer nősült élete során. Első felesége a csupán 15 éves Mária Viktória Sarolta Henrietta dal Pozzo dalla Cisterna itáliai hercegnő (1847–1876) lett, akit 1863. május 30-án vett feleségül. Esküvőjük napját sajnos egyszerre több tragédia is beárnyékolta. (A vőlegény tanúja pisztollyal végzett magával, az egyik palotaőr átvágta a saját torkát, Amadé apjának segédtisztje leesett a lováról és meghalt. A menyasszony egyik udvarhölgye felakasztotta magát, az ezredes, aki az esküvői menetet levezényelte, napszúrás következtében összeesett. Az esküvői vonat állomásfőnöke a szerelvény kerekei alatt lelte halálát.)
Az első frigyből három fiúgyermek származott:
- Savoyai Emánuel Filibert (1869. január 13. – 1931. július 4.), Aosta 2. hercege, Olaszország marsallja, aki 1895. június 25-én nőül vette a 24 esztendős Orléans-i Heléna Lujza Henrietta hercegnőt (1871–1951). Két fiuk született, Amadé és Aimone Roberto.
- Viktor (1870. november 24. – 1946. október 10.), Torinó grófja, nem nősült meg, gyermekei sem születtek.
- Lajos Amadé (1873. január 29. – 1933. március 18.), Abruzzi hercege, az Olasz Királyi Haditengerészet altengernagya. Ő is nőtlen maradt, s nem születtek örökösei.

## Spanyolország uralkodója

### A Savoyai-ház igénye a spanyol trónra
1833-ban elhunyt VII. Ferdinánd király és nem hagyott hátra fiúörököst. Hogy orvosolják a bajt, megszüntette a száli törvényt leánya javára, aki még kiskorú volt, és aki II. Izabella néven spanyol királynő lett. Ám az örökösödést kétségbe vonta Károly infáns, az elhunyt király öccse.
A kérdés 1830-ig csak lappangott és megszülte a karlista mozgalmat. A karlistákat kizárták a politikai színtérről, mivel annak a legreakciósabb szárnyat képviselték. Mikor II. Izabella királynő megbukott 1868-ban, II. Viktor Emánuel már javában ügyködött azon, hogy családjának egyik tagja lépjen a spanyol trónra. A jogi helyzet az volt, hogy 1718-ban a Savoyai-házból származó II. Viktor Amadé lemondott Szicíliáról Szardíniáért cserébe és a jogért, hogy amennyiben kihal a Bourbon-ház spanyol ága, akkor megszerzi a jogot a spanyol trónra.
1869-ben az Olasz Királyság új nagykövetet nevezett ki Madridba Enrico Cialdini tábornok és szenátor személyében, aki jól ismerte Spanyolországot, ahol 1835 és 1848 között mint katonatiszt szolgált a karlisták elleni harcban. Ott előkészületeket folytatott az olasz király személyének dicsőítésével.

### II. Izabella lemondása és I. Amadé megválasztása
Az 1868-as forradalom után II. Izabella külföldre menekült és lemondott a trónról fia, a későbbi XII. Alfonz javára. Ám a spanyol parlament kikiáltotta a Bourbon-ház trónfosztását és elfogadta az 1869-es alkotmányt, ami Spanyolországot alkotmányos monarchiává változtatta. Francisco Serrano tábornok, a királyság régense, és a cortes kapta a nehéz feladatot, hogy elfogadható királyjelöltet találjanak 1870. november 16-ig. A 301 küldött közül 191 szavazott a herceg mellett, 63 a köztársaságra szavazott, 27 Montpensier hercegére (I. Lajos Fülöp francia király fia, II. Izabella sógora), 8 Ezpartero tábornokra, ketten Alfonzra, II. Izabella fiára és 1 Montpensier hercegnőre, a volt királynő húgára, a maradék 19 szavazólap üres maradt. Az országgyűlés elnöke, Manuel Ruiz Zorrilla, bejelentette: „Uraim, Aoste hercegét Spanyolország királyának választották”.
A rendszerváltás legnagyobb gondja volt, hogy olyan személyt találjanak, aki elfogadja, hogy Spanyolország királya legyen azokban az időkben, amikor az ország elszegényedett és a politikai helyzet labilis volt. Ezenkívül olyat kellett találni, aki elfogadja az alkotmányos módon való kormányzást. Savoyai Amadé, Aoste hercege megfelelt minden feltételnek, ősi családból származott, amely rokonságban állt a spanyol királyi családdal, haladó gondolkodású volt, katolikus, de szabadkőműves.

### Madridba érkezése
Egy parlamenti bizottság ment Firenzébe, hogy tudassa a herceggel a hírt, aki ezután hivatalosan is elfogadta jelölését 1870. december 4-én és hamarosan Spanyolországba utazott. Ám Juan Prim tábornok, az ő fő szövetségese, Madridba való érkezése előtt meghalt 1870. december 30-án, egy három nappal korábbi merénylet következtében.
Ugyanazon a napon szállt Amadé partra Cartagenában és 1871. január 2-án megérkezett Madridba. Még mielőtt bemutatkozott volna a cortesoknak, akik elvégezték volna a király kikiáltásának ceremóniáját, elment az Atochai Mi Asszonyunk székesegyházba Madridban elmélkedni Prim teteme előtt.

### A legalitás hiánya és a kormányzás gondjai
Uralkodásának alapvető gondjai a 10 éves háború (1868-1878) volt Kubában és Puerto Ricóban, a karlisták harmadik háborúja de főként uralmának legitimitása a spanyolok szemében, mert sem a nemesek, sem a liberálisok, sem a republikánusok nem ismerték el.
A spanyolok szemében a Savoyai-ház előkelő szerepet játszott Itália egyesítésében, és Amadétól ugyanazt várták el országukban, miközben őt módszeresen elutasították a karlisták és a republikánusok, de a nemességnek az a része is, amely a Bourbonok visszatérését támogatta és őt betolakodónak tekintett, az egyház is ellene volt javaik elkobzása miatt és mert annak a királynak volt a gyermeke, aki lerohanta a Pápai államot, és végül a közemberek sem támogatták, mert nem vette fel velük a kapcsolatot és a spanyol nyelv elsajátításával is gondjai voltak.
Az uralkodónak nem kevesebb mint hat különböző kormánnyal kellett együttműködnie valamivel több mint két év alatt. A kormány, amit Juan Prim hozott létre, halála után hamarosan megbukott. A Liberális unió, Francisco Serrano és néhány más személy kivételével a Bourbonokat támogatták. A progresszisták pártja ketté szakadt egy radikális szárnyra, amit Ruiz Zorrilla vezetett és az alkotmányosok Sagastával az élen.
1872. július 19-én a királynéval megmenekült egy merénylettől egy színházi étteremben. Feleségét menteni kívánva a király felállt és azt mondta „Lőj rám!”. Egy rendőr és egy merénylő meghaltak, de sem a király, sem mátkája nem sérültek meg a merényletben. Kijelentette: „Ah, perbacco, io non capisco niente. Siamo una gabbia di pazzi » („Ah, a mindenségit, semmit sem értek. Ez egy bolondokháza”). A helyzet még rosszabbodott a harmadik karlista háború kitörésével Amadé ellen és a kubai háború kiújulásával. Végül az 1873-as esztendő hajnalán a kormánykoalíció véglegesen szétesett és minden párt külön indult a választásokon.

### Lemondása
Mivel nem érezte elfogadottnak személyét és képtelen volt rendet teremteni a háborgó politikai klímában jóakarata és egy bizonyos fokú politikai hatásköre ellenére, ezért 1873. február 11-én lemondott a trónról. Állítólag azon a napon délben családjával a Café de Fornos étteremben tartózkodott, rendelt egy grappát, összehívta hozzátartozóit és meg sem várva a megbízottak felhatalmazását (az 1869-es alkotmány 74.4 cikkelye értelmében), anélkül, hogy bárkivel megtárgyalta volna, bemenekült az olasz nagykövetségre. Híres lemondólevele, úgy csapott le Spanyolországra, mint egy villám és ekképpen végződött: „Ellenségeim annyira idegenek voltak számomra, hogy nem győztem ellenük küzdeni, de mivel spanyolok voltak, felsültem.”
Még ugyan azon a napon kikiáltották az első spanyol köztársaságot és nem tartott sokáig míg végül is a Bourbonok visszatértek Spanyolország trónjára XII. Alfonz személyében, akit 1875 januárjában kiáltottak ki királlyá.

### Visszatérése Olaszországba
Lemondása után Lisszabonba ment kormányfőjével és utolsó szövetségesével, Manuel Ruiz Zorrillával. Azután visszatért Torinóba, Olaszországba, ahol letelepedett feleségével és három lányával.
Aoste hercege címet viselte és testvére, az olasz király, rábízta a hivatalos képviselő szerepét, III. Sándor cár koronázásán Moszkvában, Viktória királynő jubileumán Londonban, Bragança hercegének házasságán Orleáni Amélia hercegnővel Lisszabonban és I. Vilmos német császár és III. Frigyes temetésén Berlinben.

## Második házassága

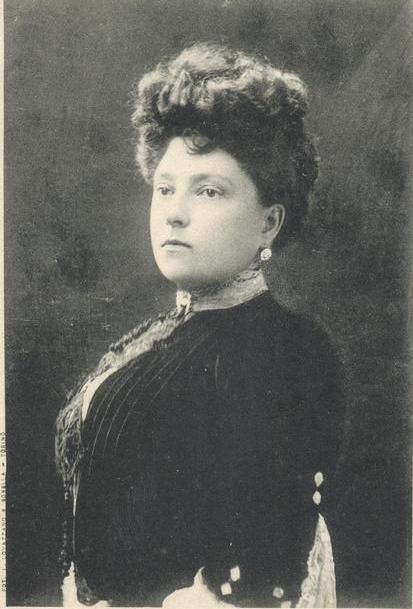
Bonaparte Mária Letícia Eugénia francia hercegnő

Mária Viktória 1876. november 8-án, csupán 29 évesen távozott az élők sorából. A megözvegyült Amadé 1888. szeptember 11-én ismét megházasodott. Ezúttal 21 esztendős unokahúgát, Bonaparte Mária Letícia Eugénia Katalin Adelheid francia hercegnőt (1866–1926) vette feleségül, saját nővérének, Ludovika Mária Klotildnak és Napoléon Joseph Charles Paul Bonaparte császári hercegnek leányát. Ebből a frigyből egyetlen fiúgyermek származott, Umbertó, aki 1889. június 22-én jött világra. (Umbertó Mária Viktor Amadé József, Salemi grófja, aki 1918. október 19-én esett el az első világháborúban, bár egyesek szerint az akkor Európán végigsöprő spanyolnátha végzett vele.)

## Elhunyta
Amadé 1890. január 18-án, 44 esztendősen hunyt el Torinóban, az egyesült Olasz Királyság Piemont tartományának fővárosában. A torinói Superga Bazilikában, a Savoyai-ház tagjainak mauzóleumában kapott végső nyughelyet. Amadé özvegye többé nem ment férjhez, 1926. október 25-én halt meg, 59 éves korában.
Amadé király tiszteletére egy Ausztrália Északi területén fekvő sóstavat és a körülötte fekvő medencét 1872-ben Lake Amadeus-nak ill. Amadeus Basin-nek neveztek el.